# Franz Weinberg

Franz Weinberg (1957)

Franz Weinberg (* 20. November 1924 in Wien; † 16. Februar 2016 in Zürich; heimatberechtigt in Triesen) war ein Liechtensteiner Maschinenbauingenieur, Betriebswissenschaftler und Professor an der ETH Zürich.

## Leben
Franz Weinberg studierte von 1944 bis 1948 an der Abteilung für Maschinenbauingenieurwesen der ETH Zürich und diplomierte als Maschinenbauingenieur auf dem Gebiete des Dampfturbinenbaus bei Henri Quiby. Nach einigen Jahren Berufstätigkeit als Berechnungsingenieur bei der Maschinenfabrik Oerlikon absolvierte er ein Vertiefungsstudium in Betriebswissenschaften bei Eberhard Schmidt. Nach seinem Wiedereintritt in die Maschinenfabrik Oerlikon stieg er bis zum Leiter des Organisationsbüros auf, ab 1957 war er dann als eigenständiger Beratungsunternehmer tätig. 1954 promovierte er zum Dr. sc. techn., 1959 wurde ihm die Venia legendi für das Gebiet «Mathematische Methoden der Betriebswissenschaften» verliehen. 1964 erfolgte seine Wahl zum ausserordentlichen Professor für Mathematische Methoden der Betriebswissenschaften (Operations Research) durch den Bundesrat und 1969 schliesslich seine Beförderung zum ordentlichen Professor für das gleiche Lehrgebiet. Bis zu seiner Emeritierung 1990 leitete er zudem das Institut für Operations Research (IFOR) der ETH Zürich.

## Forschung
Weinberg etablierte das neue interdisziplinäre Fachgebiet «Operations Research» frühzeitig an der ETH Zürich. Seine wissenschaftlichen Beiträge zur stochastischen Modellierung und Optimierung betrieblicher Abläufe fanden weitreichende Anerkennung. Unter seiner fachlichen Leitung wurde das IFOR zu einem europaweit führenden Zentrum in der Lehre und Anwendung mathematischer Methoden zur Optimierung betrieblicher Prozesse. Die von ihm betreuten Dissertationen bestechen durch hohe wissenschaftliche Qualität und Originalität.
Weinberg setzte sich für eine interdisziplinäre Arbeitsweise ein. Als ausgebildeter Ingenieur mit hoher mathematischer Kompetenz erkannte er früh die Stärke algorithmischer Methoden im betrieblichen Umfeld. So war er am Aufbau des neuen Fachbereichs Informatik an der ETH Zürich wesentlich beteiligt und förderte beispielhaft die Zusammenarbeit in Lehre und Forschung zwischen angewandter Mathematik und den Ingenieurwissenschaften.

## Publikationen (Auswahl)
- Über die Anwendung mathematischer Methoden mit spezieller Würdigung der Wahrscheinlichkeitsrechnung in der Termin-Grobplanung für differenzierte Fabrikationsprogramme bei vorwiegender Serienfertigung. ETH Diss. Nr. 2339, 1954, doi:10.3929/ethz-a-000103769.
- Grundlagen der Wahrscheinlichkeitsrechnung und Statistik sowie Anwendungen im Operations-research. Springer, Berlin 1968.
- Optimierungsprobleme bei Netzwerken. Haupt, Bern 1981, ISBN 3-258-03062-6.